# Hugo Fahlén
Abraham Hugo Fahlén, född 22 juli 1865 i Multrå församling, Västernorrlands län, död 3 februari 1919 i Stockholm, var en svensk affärsman och riksdagsman.
Fahlén blev 1883 student vid Uppsala universitet, avlade där 1890 filosofie kandidatexamen och 1892 hovrättsexamen i Lund samt blev 1898 auditör vid Norrlands trängkår. Året därpå övergick han till industrin och var 1899-1907 disponent och verkställande direktör för Dynäs a.b. 
Fahlén var ledamot av första kammaren från urtima riksdagen oktober 1905 till 1919, invald i Västernorrlands läns valkrets, och tillhörde till en början de moderata, sedan det nationella partiet och var flera år ledamot av bägge partiernas förtroenderåd. Han var ledamot av lagutskottet 1908-09 och av jordbruksutskottet 1910-19, sjölags- och tobaksutskotten 1914 (sommarriksdagen), fögderiutskottet (vice ordförande) 1917. 
Dessutom var han ledamot av norrländska skogsvårdskommittén 1907, hemslöjdskommittén 1912, skogsvårdsavgiftskommittén 1915 samt därjämte ordförande i länets skogsvårdsstyrelse sedan 1913 och i Norrlands skogsvårdsförbund sedan 1915. Han var även ledamot eller ordförande i åtskilliga kommunala institutioner, bankbolag, Ångermanlands hemslöjdsförening med mera.
Ångermanlands Hemslöjdsförening bildades 1909 på initiativ av Hugo Fahlén och hans hustru Anna. Hemslöjdsföreningen har lokalföreningar i Sollefteå, Härnösand och Örnsköldsvik.